# Pintor de Meidias

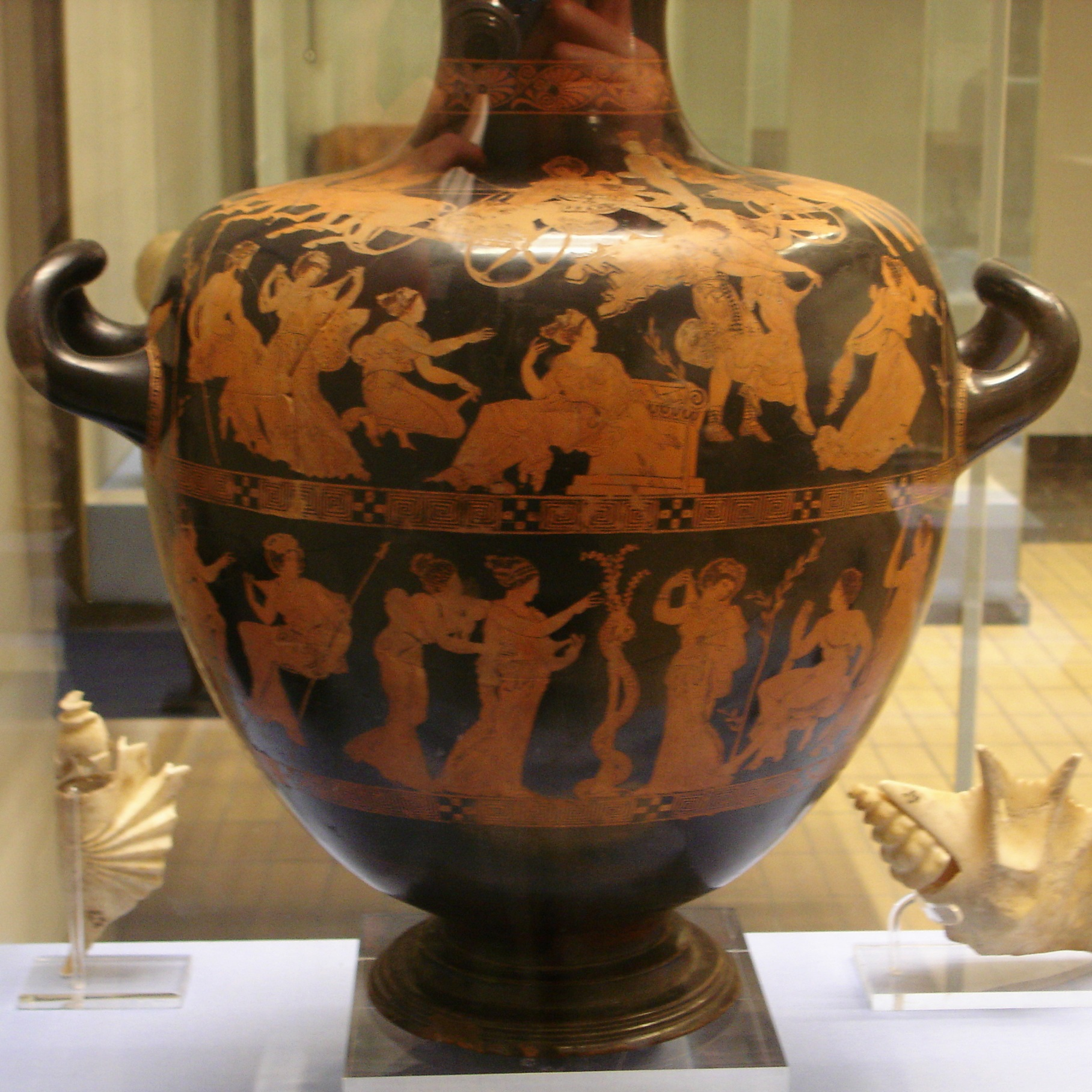
Rapto das filhas de Leucipo, cena pintada em uma hydria pelo Pintor de Meidias, Museu Britânico

O Pintor de Meidias foi um pintor grego de vasos na técnica da figura-vermelha, ativo em Atenas no século V a.c. Sua obra mais importante foi encontrada em uma tumba etrusca e mostra o rapto da filha de Leucipo.
O vaso de Meidias foi durante muito tempo parte da coleção de William Hamilton, diplomata britânico. O vaso foi reproduzido em um retrato de um diplomata por Joshua Reynolds e foi uma influência importante para o Neoclassicismo.